# Андрю Флечър
Андрю Джон Леонард Флечър или „Флеч“ (на английски: Andrew John Leonard Fletcher) е английски музикант.

## Биография и творчество
Андрю Флечър е роден на 8 юли 1961 г. в Нотингам. Член на групата Депеш Мод, Флеч свири в началото на кариерата си бас китара заедно с Винс Кларк. По-късно се мести в групата „Composition of Sound“ заедно с Винс и Мартин. Тримата основават по-късно Депеш Мод с вокалист Дейв Геън. Андрю няма почти никакво музикално значение за групата, но за сметка на това е ненадминат в преговорите и уреждането на формалностите за Депеш Мод, а освен това и е неин менаджер. Андрю Флечър основава и звукозаписното студио Toast Hawaii, занимаващо се само с групата Client. Понякога има изяви и като DJ. Почива на 26 май 2022 г.